# Ángel Nieto
Ángel Nieto Roldán (Zamora, 1947. január 25. – Ibiza, 2017. augusztus 3.) spanyol gyorsaságimotor-versenyző.
A sportág történetének egyik legsikeresebb motorversenyzője, tizenháromszoros világbajnok, melyeket az 50cc, 80cc és 125cc géposztályban ért el.

## Pályafutása
Nieto a kisméretű motorkerékpárokkal való versenyzésre specializálódott, így sikereit az  50 cc, a 80 cc és a 125 cc kategóriákban érte el, ennek ellenére Barry Sheene, 1977 500 cc világbajnoka minden idők egyik legnagyobb versenyzőjének nevezte. 1986-ban vonult vissza a versenyzéstől, 13 világbajnoki címmel és kilencven futamgyőzelemmel a háta mögött. Győzelmei számát mind a mai napig csak Giacomo Agostini és Valentino Rossi tudta felülmúlni 115-115 nagydíj győzelemmel.
Később versenycsapatot működtetett fiával, Ángel Nieto Jr.-al és Emilio Alzamorallal, a 125 cm3-es kategóriában pedig a bajnoki címig jutottak. Alkalmanként a spanyol televíziónál vállalt szakkommentátori szerepet. Madridban múzeum nyílt, amely emléktárgyait és trófeáinak egy részét mutatja be.  2008. május 8-án a MotoGP francia nagydíján Valentino Rossi beérte őt a futamgyőzelmek számában. Nieto egy különleges ingbe öltözve személyesen gratulált az olasznak majd ketten tették meg a tiszteletkört, egy "90 + 90" felirattal ellátott zászlót tartva a magasba.

## Halála
Ángel Nieto élete utolsó éveit Ibizán töltötte. 2017. július 26-án quadjával egy autóval ütközött, majd fejsérülésekkel vitték kórházba, ahol kómába került. Műtéte után az orvosai állapotát "komolynak, de nem kritikusnak" nevezték. Augusztus 3-án felébredt a kómából, azonban állapota jelentősen romlott. Aznap hunyt el, 70 éves korában.

## Filmekben
2005-ben jelent meg a Ángel Nieto: 12 + 1 című dokumentumfilm, amely egész pályafutását taglalja Álvaro Fernández Armero rendezésében. 2014-ben A férfiak és a gyors motorok története címmel készítettek filmet, amely az 1973-ban szerzett világbajnoki címének történetét taglalja.